# Port lotniczy Mondol Kiri
Port lotniczy Mondol Kiri (IATA: MWV, ICAO: VDMK) – port lotniczy położony w Saen Monourom, w prowincji Mondol Kiri w Kambodży. Obsługuje głównie loty czarterowe.